# شهرستان اوپاتوف
شهرستان اوپاتوف (به لهستانی: Powiat Opatów) یک شهرستان در لهستان است که در استان اشوی‌داشکسیه واقع شده‌است. شهرستان اوپاتوف ۹۱۱٫۵۱ کیلومتر مربع مساحت و ۵۶٬۶۴۵ نفر جمعیت دارد.